# Hemotòrax
L'hemotòrax és l'acumulació de sang a la cavitat pleural que és l'espai que localitzem entre la paret toràcica i el pulmó. El diagnòstic d'aquesta patologia es duu a terme quan hi ha un 50% d'acumulació d'hematòcrit a l'espai pleural.

## Etiologia
Les causes d'un hemotòrax són diverses, però la més prevalent és el traumatisme toràcic. Altres factors que poden desencadenar aquesta patologia són: tuberculosi, cirurgia de tòrax o cardíaca, càncer pulmonar o pleural, mort del teixit pulmonar, entre d'altres.

### Traumatisme toràcic

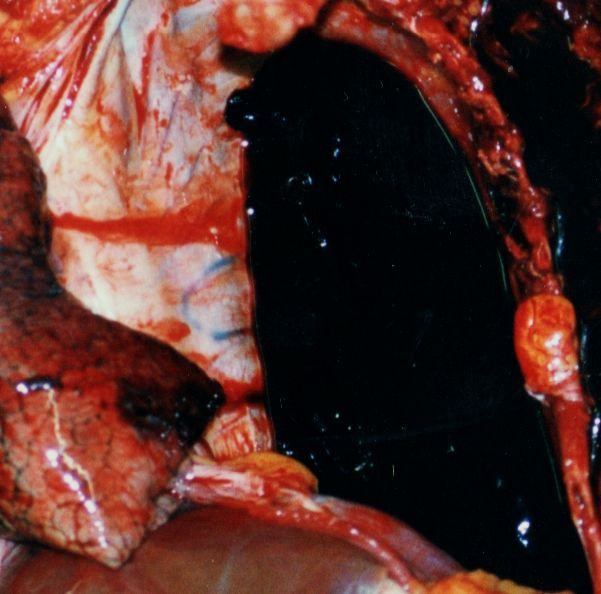
Hemotòrax massiu traumàtic

El traumatisme toràcic és la causa més comuna de l'hemotòrax. Quan es produeix una lesió a la paret toràcica, diafragma, vasos sanguinis, estructures del mediastí o parènquima pulmonar es pot desencadenar un traumatisme toràcic i en conseqüència l'acumulació de sang a l'espai pleural. La sang que s'acumula té la tendència de coagular-se pocs minuts després del traumatisme. Qualsevol lesió, sigui oberta o tancada, pot provocar un hemotòrax i és urgent comprovar-ho mitjançant diferents proves complementàries.

## Simptomatologia
La signes i símptomes que es desencadenen quan es produeix un hemotòrax són: dolor toràcic, hipotensió arterial, taquicàrdia, inquietud, ansietat, dificultat respiratòria, pell freda, diaforesi, etc.
El dolor toràcic es produeix a causa de l'acumulació de sang a l'espai pleural, incrementa la pressió i la dificultat respiratòria de la persona. Aquesta mateixa acumulació produeix una hipotensió arterial, ja que la sang es concentra a la pleura i disminueix als vasos sanguinis. La taquicàrdia present amb els altres símptomes és conseqüència que el cor ha de treballar i batejar molt més per enviar sang a la resta de l'organisme.

## Possibles complicacions

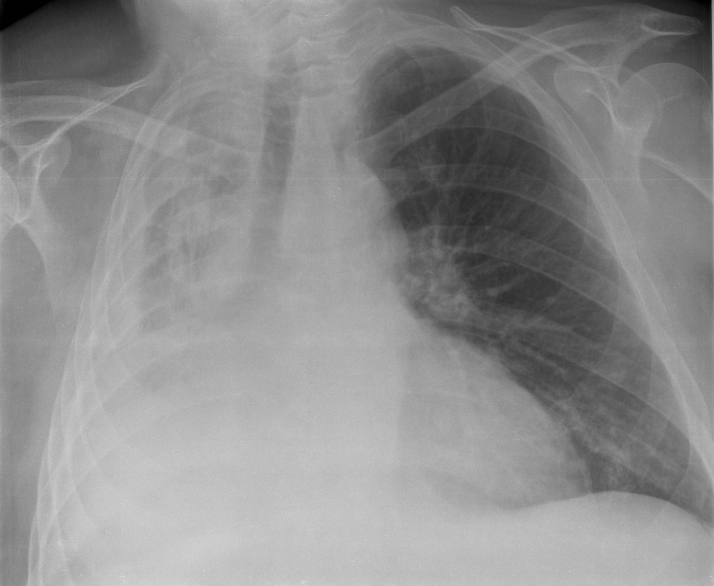
Una de les possibles complicacions de l'hemotòrax, l'atelèctasi

Aquesta patologia pot desencadenar diferents complicacions que poden portar a un mal pronòstic. Algunes d'aquestes complicacions són: Xoc, empiema, fibrosi del teixit pulmonar, mort, atelèctasi, entre d'altres.

## Tractament
El tractament de l'hemotòrax consisteix a estabilitzar el pacient, drenar la sang mitjançant una sonda pleural inserida a la paret toràcica i detectar la causa d'aquest i tractar-la.
Per ajudar al tractament i al seguiment de l'evolució de la patologia cal fer tota una sèrie de proves complementàries: Radiografia de tòrax, Tomografia Axial Computeritzada (TAC), anàlisi de la sang i toracocentesi en els casos més severs.